# Vodní mlýn v Hlubokých Mašůvkách
Vodní mlýn v Hlubokých Mašůvkách v okrese Znojmo je zaniklý vodní mlýn, který stál na Plenkovickém potoce pod hrází malého rybníka. V letech 1995–2013 byl chráněn jako nemovitá kulturní památka České republiky.

## Historie
Mlýn je zakreslen na Císařských otiscích z roku 1824.
Krajský úřad Jihomoravského kraje odsouhlasil v listopadu 2012 převoz mlecího zařízení do jiného objektu jako formu záchrany dochované části technického vybavení památky. 17. listopadu 2013 byl zjištěn 4. stupeň havarijního stavu - objekt mlýna se nacházel bez zastřešení a bez využití.

## Popis
Vodní válcový mlýn s pohonem a turbínou stál v severní části obce na hrázi rybníka, který měl pro provoz mlýna funkci akumulační nádrže. Jednotraktová budova obsahovala obytnou část, mlýnici a lednici, její fasáda byla opatřena secesní výzdobou.
Budova byla situována rovnoběžně s hrází, kolmo na ní pak přiléhala betonová nádrž na vodu, která plnila funkci kašny pro pohonný zdroj mlýna - kašnovou Francisovu turbínu s kolenovou sací rourou.
Před zánikem mlýna byly v jeho lednici zachovány ve zdivu prostupy pro řemenový náhon pracovních strojů mlýnice. Mlýnice byla vybavena dobře zachovaným strojním zařízením předválečného výrobce - české mlynářské továrny „Union“. Nejcennější z technického muzejního hlediska byly válcové stolice - jedna čtyřválcová a dvě dvouválcové.